# Paul Duproix
Paul Duproix (Mâcon, 14 agosto 1851 – Ginevra, 24 gennaio 1912) è stato uno scrittore svizzero, professore di pedagogia e candidato al Premio Nobel per la letteratura nel 1901.
Si laureò presso la facoltà di filologia dell'Università di Ginevra, dove tenne corsi gratuiti di pedagogia che ebbero un notevole successo. Il suo insegnamento divenne sempre più popolare, come dimostrato dall'elevata frequenza ai suoi corsi. Assunse la carica di decano e pubblicò articoli sui problemi dell'istruzione. Durante la preparazione per l'apertura dell'Istituto delle Scienze Pedagogiche, Duproix insistette per mantenere l'insegnamento della filosofia nella facoltà di filologia. Morì improvvisamente nel 1912.